# 维克托罗波利农村居民点
维克托罗波利农村居民点（俄语：Викторопольское сельское поселение）是俄罗斯联邦别尔哥罗德州韦伊杰列夫卡区所属的一个农村居民点。其下辖有8个居民点，行政中心为维克托罗波利。据2016年统计，该农村居民点的人口为1586人。